# Quercus lodicosa
Quercus lodicosa là một loài thực vật có hoa trong họ Cử. Loài này được O.E.Warb. & E.F.Warb. miêu tả khoa học đầu tiên năm 1933.